# Erik Van Biesen
Erik Van Biesen (Dendermonde, 4 mei 1962) is een Belgische muzikant, vooral bekend als voormalig bassist van de Nederlandstalige Belgische popgroep Gorki. Daarnaast speelde hij ook in andere groepen; zoals The Paranoiacs, Revenge 88, Captain X, Freddy Devadder & De Bende van Meende. Vandaag heeft hij zijn eigen project Biezen en speelt hij in de groep Mad Massacre. Tevens geeft hij gitaarles, cursussen songwriting en opnametechnieken.

## Muzikale carrière
Eind jaren 1970 begon zijn muzikale carrière, hij speelde 10 jaar lang in verschillende bluespunkgroepen om in 1988 bassist te worden bij The Paranoiacs. Hiermee opende hij in 1990 het alternatieve festival Pukkelpop. 
Sinds 1993 is hij bassist bij Gorki, de Vlaamse popgroep van Luc De Vos. 
In 1996 werd Van Biesen gitarist bij Revenge88. De Vlaamse punkrockband van Frank Dubbe haalde in 2006 de finale van Humo's rock rally en stond op het Classic Rock festival Schwung.
Sinds 1996 geeft Van Biesen gitaarles en cursussen songwriting en opnametechnieken bij popcollege (Gent) en Noise Gate (Ternat). Hij verzorgt ook de muzikale kant van animatiefilms, cd-rom's en tal van andere projecten voor 'On The Row', 'Make It Happen', 'Lipstick Notes' en 'Rockpage'.
Zelf maakte hij meerdere composities voor onder andere Teater Exces, het kunstproject Jack Of arts, Noise Gate en vele andere.
In 2004 richtte hij 'Muziekcollectief' op.
Erik schreef tijdens het verwerkingsproces van het plotse overlijden van zijn vriend Luc De Vos, zijn debuutplaat als Biezen. In 2018 volgde een tweede album.

## Discografie bij Gorki
- Hij leeft (1993)
- Monstertje (1996)
- Ik ben aanwezig (1998)
- Eindelijk vakantie (2000)
- Vooruitgang (2002)
- Het beste van Gorki live DVD (2003)
- Plan B (2004)
- Homo erectus (2006)
- Research & Development (2011)

## Discografie als Biezen
- The Birds Return (2016)
- Summer of Red Roses (2018)